# 185. lovsko-bombniški letalski polk (JLA)
Za druge 185. polke glejte 185. polk.
185. lovsko-bombniški letalski polk je bil letalski polk v sestavi Jugoslovanske ljudske armade.
Polk je aktivno sodeloval v bojih med slovensko in hrvaško osamosvojitveno vojno.

## Organizacija
27. junij 1991
- štab
- 129. lovska letalska eskadrilja (MiG-21PFM, MiG-21UM/US)
- 229. lovsko-bombniška letalska eskadrilja (G-4 Super Galeb)